# San Amaro (kommun)
San Amaro är en kommun i Spanien. Den ligger i provinsen Ourense i den autonoma regionen Galicien i nordvästra delen av landet, 400 km nordväst om huvudstaden Madrid. Antalet invånare är 1 039 (2024). Arean är 29,03 kvadratkilometer. San Amaro gränsar till Maside, Punxín, Cenlle, Leiro och O Carballiño. 